# Orlanka
Die Orlanka ist ein linker Zufluss des Narew im nordöstlichen Polen. Sie entspringt beim Dorf Jelonka (Woiwodschaft Podlachien) nordöstlich von Kleszczele und fließt in nordnordöstlicher Richtung in einigem Abstand östlich an Bielsk Podlaski, das an ihrem linken Zufluss Biała liegt, vorbei bis zu ihrer Mündung in den Narew bei Czerewki. Die Länge wird mit 50,3 km angegeben, das Einzugsgebiet mit 520 km².